# Resultados do Carnaval do Rio de Janeiro em 2001
Nesta página estão listados os resultados dos concursos de escolas de samba e de blocos de enredo do carnaval do Rio de Janeiro do ano de 2001. Os desfiles foram realizados entre os dias 24 de fevereiro e 3 de março de 2001.
Pelo terceiro ano consecutivo, a Imperatriz Leopoldinense foi campeã por meio ponto de diferença para a Beija-Flor. A Imperatriz conquistou o primeiro tricampeonato da "Era Sambódromo", sendo o oitavo título da escola na elite do carnaval. Falando sobre a cachaça, o desfile da agremiação abordou o cultivo da cana-de-açúcar e homenageou o compositor Carlos Cachaça, um dos fundadores da Mangueira, motivo pelo qual a Imperatriz encerrou sua apresentação usando as cores verde e rosa. O enredo "Cana-Caiana, Cana Roxa, Cana Fita, Cana Preta, Amarela, Pernambuco... Quero Vê Descê o Suco, na Pancada do Ganzá" foi desenvolvido pela carnavalesca Rosa Magalhães, que conquistou seu sexto título no carnaval do Rio. A vitória, com nota máxima de todos os julgadores, e o fato do patrono da escola, Luizinho Drummond, também presidir a LIESA, levantou suspeitas sobre o resultado. A escola recebeu vaias tanto no desfile oficial quanto na apuração e no desfile das campeãs.
Vice-campeã, a Beija-Flor realizou um desfile sobre Nã Agotimé, uma rainha africana traída pelo próprio filho e vendida como escrava para o Brasil. Após 27 carnavais consecutivos na elite do carnaval, a União da Ilha foi rebaixada para a segunda divisão. Recém promovida ao Grupo Especial, a Paraíso do Tuiuti também foi rebaixada para o segundo grupo. O carnaval do Grupo Especial também ficou marcado pela homenagem da Tradição ao empresário e apresentador de televisão Silvio Santos; e pelo voo do dublê de astronauta da Nasa, Eric Scott, que sobrevoou a Marquês de Sapucaí com um propulsor a jato durante o desfile da Grande Rio.
Unidos do Porto da Pedra foi a campeã do Grupo A com um desfile sobre o Estatuto da Criança e do Adolescente, sendo promovida ao Grupo Especial juntamente com a vice-campeã, São Clemente. Acadêmicos da Rocinha venceu o Grupo B homenageando as mulheres. Com um desfile sobre a miscigenação brasileira, Alegria da Zona Sul conquistou o título do Grupo C. Acadêmicos da Barra da Tijuca ganhou o Grupo D homenageando seu bairro de origem, a Barra da Tijuca. Acadêmicos do Dendê foi a campeã do Grupo E prestando um tributo ao cantor e compositor Moreira da Silva, falecido no ano anterior. Entre os blocos de enredo, Independente da Praça da Bandeira foi o campeão do Grupo 1; Amizade da Água Branca venceu o Grupo 2; e Baronesa de Mesquita conquistou o título do Grupo 3.

## Grupo Especial
O desfile do Grupo Especial foi organizado pela Liga Independente das Escolas de Samba do Rio de Janeiro (LIESA) e realizado no Sambódromo da Marquês de Sapucaí, a partir das 21 horas dos dias 25 e 26 de fevereiro de 2001.
Ordem dos desfiles
A primeira noite de apresentações foi aberta pela vice-campeã do Grupo A do ano anterior, Paraíso do Tuiuti; a segunda noite foi aberta pela campeã do Grupo A do ano anterior, Império Serrano. A ordem de desfile das demais escolas foi definida através de sorteio realizado no dia 15 de junho de 2000, na quadra da Imperatriz Leopoldinense.
| Domingo (25/02/2001) | Segunda-feira (26/02/2001) |

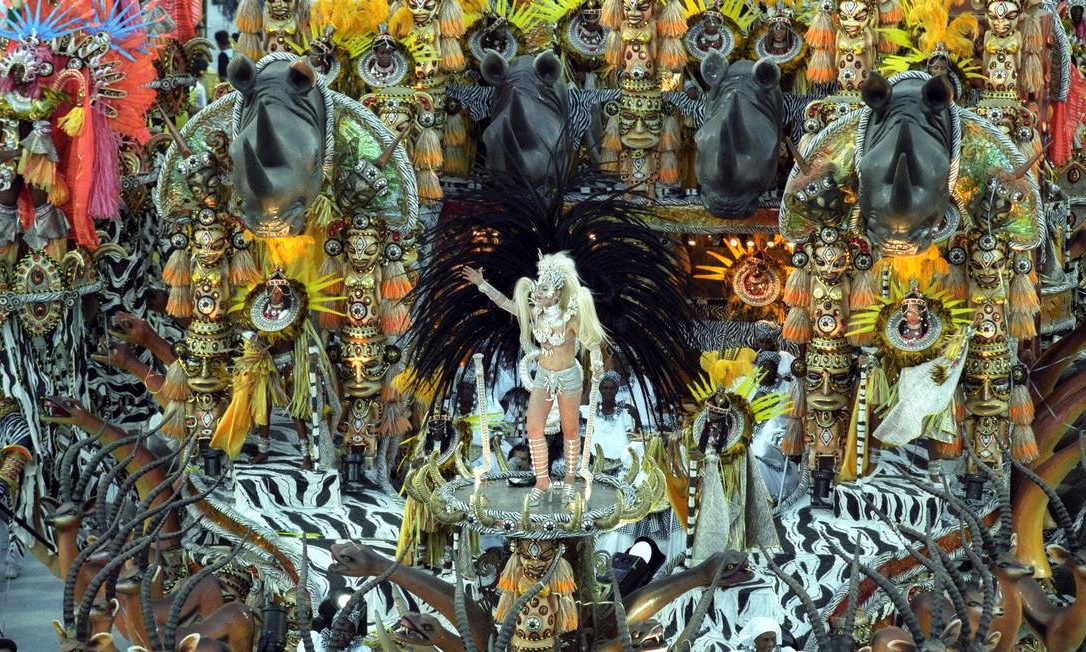
Alegoria da Beija Flor, a escola foi vice-campeã do Grupo Especial em 2001.

| 1. Paraíso do Tuiuti 2. Tradição 3. Unidos da Tijuca 4. Acadêmicos do Salgueiro 5. Mocidade Independente de Padre Miguel 6. Portela 7. Beija-Flor | 1. Império Serrano 2. Caprichosos de Pilares 3. Unidos do Viradouro 4. Imperatriz Leopoldinense 5. Estação Primeira de Mangueira 6. União da Ilha do Governador 7. Acadêmicos do Grande Rio |

Quesitos e julgadores
Foram mantidos os dez quesitos de avaliação do ano anterior e a mesma quantidade de julgadores.
| Quesitos | Quesitos                     | Julgador 1               | Julgador 2                      | Julgador 3                  |
| -------- | ---------------------------- | ------------------------ | ------------------------------- | --------------------------- |
|          | Mestre-Sala e Porta-Bandeira | Marly Leal               | Vera Sanches Aragão             | Ana Quevedo                 |
|          | Comissão de Frente           | Aníbal La Valle          | Maysa Chebabi                   | Mário Cardoso               |
|          | Fantasias                    | Sônia Gallo              | Márcia Barroso do Amaral        | Nina Rita de Souza Farah    |
|          | Alegorias e Adereços         | Vera Beatriz Saver Rupp  | Rogério Kato                    | José Eduardo Walsh Ferreira |
|          | Conjunto                     | Gérson de Arruda Ribeiro | Áurea Regina de Oliveira Coelho | Harnson Silveira            |
|          | Enredo                       | Aderbal Freire Filho     | Guilherme Fiuza                 | Eurico Antônio Calvente     |
|          | Evolução                     | Otoniel Serra            | Marília Reis Ferolla            | Sandro Resende Mussi        |
|          | Harmonia                     | Carlos César Cardoso     | Elenice Fernandes de Britto     | Roberto Horcades            |
|          | Samba-Enredo                 | Rui Maurity              | Sidney Lobo Vianna              | Fred Góes                   |
|          | Bateria                      | Mário Jorge Bruno        | Luís Carlos Torquato Reis       | Ivan Paulo                  |

### Classificação

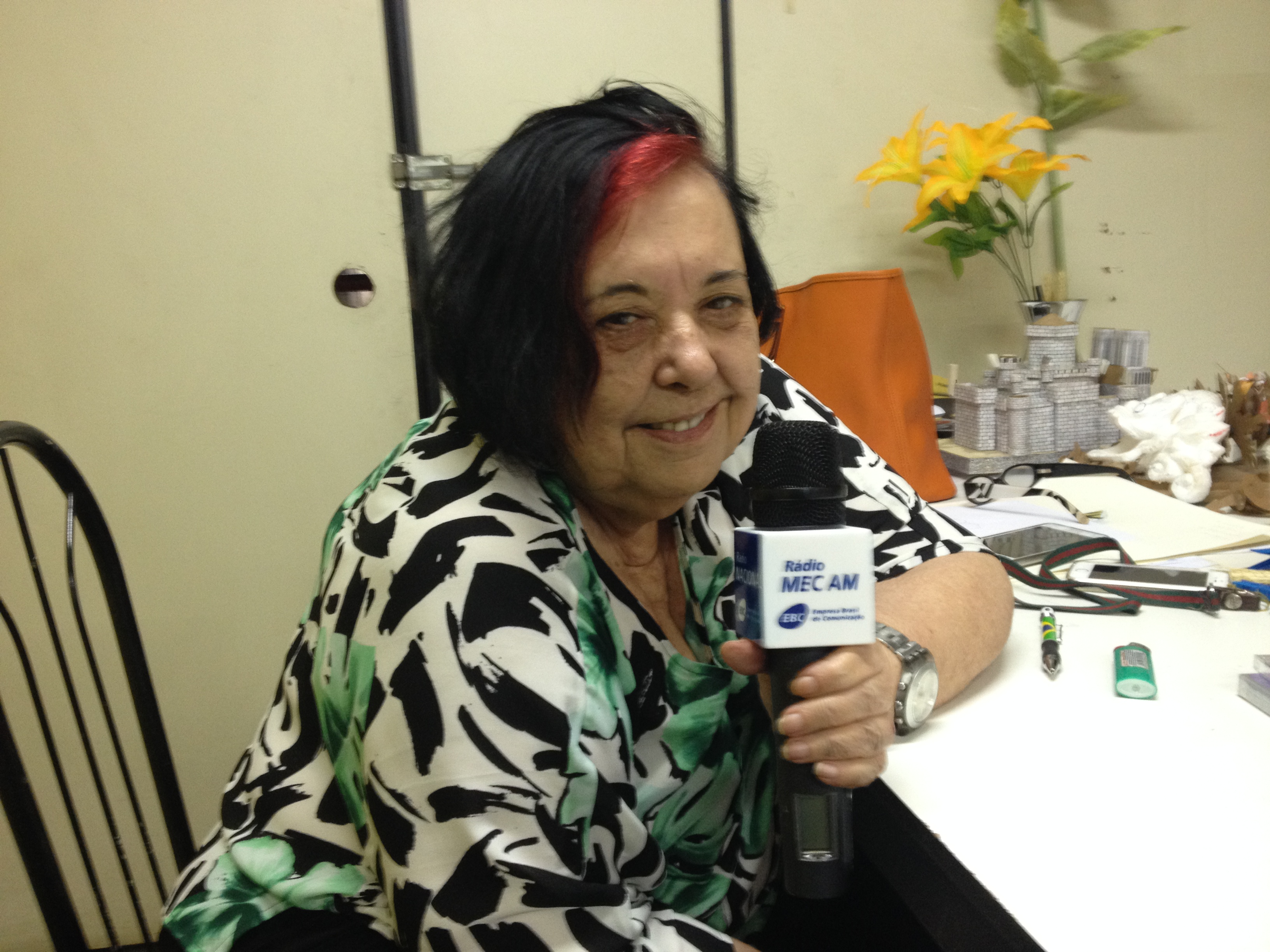
Carnavalesca da Imperatriz, Rosa Magalhães conquistou seu sexto título.

A Imperatriz Leopoldinense conquistou o primeiro tricampeonato da "Era Sambódromo" (período contado a partir de 1984, quando foi inaugurado o sambódromo carioca). A escola faturou seu oitavo título de campeã do carnaval com um desfile sobre a cachaça. O enredo "Cana-Caiana, Cana Roxa, Cana Fita, Cana Preta, Amarela, Pernambuco... Quero Vê Descê o Suco, na Pancada do Ganzá" foi desenvolvido pela carnavalesca Rosa Magalhães, que conquistou seu sexto título de campeã do carnaval do Rio. O desfile foi iniciado abordando o cultivo da cana-de-açúcar e terminou com uma homenagem à Carlos Cachaça, um dos fundadores da Estação Primeira de Mangueira. O último setor do desfile exibiu componentes vestidos de verde e rosa, em homenagem à Mangueira. A vitória, com nota máxima de todos os julgadores, e o fato do patrono da escola, Luizinho Drummond, também presidir a LIESA, levantou suspeitas sobre o resultado. A escola recebeu vaias tanto no desfile oficial quanto na apuração e no desfile das campeãs.
Pelo terceiro ano consecutivo, a Beija-Flor ficou com o vice campeonato por meio ponto de diferença para a Imperatriz. Encerrando a primeira noite do Grupo Especial, a Beija-Flor apresentou um desfile sobre Nã Agotimé, rainha de Daomé que foi traída pelo próprio filho e vendida como escrava para o Brasil. Mangueira foi a terceira colocada com um desfile sobre os povos fenícios e a teoria de sua presença no Brasil antes do descobrimento. Com um desfile sobre o Pantanal Sul Mato-Grossense, o Salgueiro se classificou em quarto lugar. Unidos do Viradouro conquistou a última vaga do Desfile das Campeãs. Quinta colocada, a escola desfilou os sete pecados capitais. O carnavalesco Roberto Szaniecki foi demitido antes do carnaval, sendo substituído por Lane Santana.
Acadêmicos do Grande Rio ficou em sexto lugar homenageando o Profeta Gentileza, morto em 1996. A escola contratou o carnavalesco Joãosinho Trinta que, até o ano anterior, estava na Viradouro. Um dos destaques do desfile foi o dublê de astronauta, treinado pela Nasa, Eric Scott, que sobrevoou a Marquês de Sapucaí com um propulsor a jato. Com um desfile-manifesto pela paz, a Mocidade Independente de Padre Miguel se classificou na sétima colocação. Oitava colocada, a Tradição homenageou o apresentador de televisão e empresário Silvio Santos, que desfilou no carro abre-alas da escola. Unidos da Tijuca foi a nona colocada prestando um tributo ao escritor Nelson Rodrigues, morto em 1980. Décima colocada, a Portela falou sobre os diversos tipos de poder, como o poder da natureza, da fé, da mente, entre outros. De volta ao Grupo Especial, após vencer o Grupo A em 2000, o Império Serrano foi o décimo primeiro colocado com um desfile sobre o Porto do Rio de Janeiro e o Sindicato dos Estivadores, considerado o primeiro do Brasil. Com um desfile sobre o estado de Goiás, a Caprichosos de Pilares se classificou em décimo segundo lugar.
Após 27 carnavais consecutivos na primeira divisão, a União da Ilha do Governador foi rebaixada para o segundo grupo. Penúltima colocada, a escola realizou um desfile sobre energia. Recém promovida ao Grupo Especial, após conquistar o vice-campeonato do Grupo A de 2000, a Paraíso do Tuiuti atingiu a última colocação, sendo rebaixada de volta para a segunda divisão. A escola apresentou um desfile sobre um mouro que saiu da Espanha em direção à Meca e acabou no Brasil, guerreando no Quilombo dos Palmares.
| Legenda: Desfile das Campeãs Rebaixadas para o Grupo A |

| Col. | Escola                                | Enredo | Carnavalesco(a)                                                     | Pontos | Desempate          |
| ---- | ------------------------------------- | --- | ------------------------------------------------------------------- | ------ | ------------------ |
| 1    | Imperatriz Leopoldinense              | Cana-Caiana, Cana Roxa, Cana Fita, Cana Preta, Amarela, Pernambuco... Quero Vê Descê o Suco, na Pancada do Ganzá | Rosa Magalhães                                                      | 300    | -                  |
| 2    | Beija-Flor                            | A Saga de Agotime, Maria Mineira Naê                                                                             | Cid Carvalho, Fran Sérgio, Nelson Ricardo, Shangai e Ubiratan Silva | 299,5  | -                  |
| 3    | Estação Primeira de Mangueira         | A Seiva da Vida                                                                                                  | Max Lopes                                                           | 298,5  | -                  |
| 4    | Acadêmicos do Salgueiro               | Salgueiro no Mar de Xarayés, É Pantanal, é Carnaval                                                              | Mauro Quintaes                                                      | 296,5  | -                  |
| 5    | Unidos do Viradouro                   | Os Sete Pecados Capitais                                                                                         | Roberto Szaniecki e Lane Santana                                    | 293    | -                  |
| 6    | Acadêmicos do Grande Rio              | Gentileza, o Profeta Saído do Fogo                                                                               | Joãosinho Trinta                                                    | 289    | -                  |
| 7    | Mocidade Independente de Padre Miguel | Paz e Harmonia - A Mocidade É Alegria                                                                            | Renato Lage                                                         | 287    | -                  |
| 8    | Tradição                              | Hoje É Domingo, É Alegria. Vamos Sorrir e Cantar!                                                                | Orlando Júnior                                                      | 286    | -                  |
| 9    | Unidos da Tijuca                      | Tijuca, com Nelson Rodrigues, pelo Buraco da Fechadura                                                           | Chico Spinoza                                                       | 280,5  | Bateria (30 pts)   |
| 10   | Portela                               | Querer É Poder                                                                                                   | Alexandre Louzada                                                   | 280,5  | Bateria (28,5 pts) |
| 11   | Império Serrano                       | O Rio Corre pro Mar                                                                                              | Sílvio Cunha                                                        | 280    | -                  |
| 12   | Caprichosos de Pilares                | Goiás, Um Sonho de Amor no Coração do Brasil                                                                     | Jaime Cezário                                                       | 277,5  | -                  |
| 13   | União da Ilha do Governador           | A União Faz a Força, com Muita Energia                                                                           | Wany Araújo                                                         | 274    | -                  |
| 14   | Paraíso do Tuiuti                     | Um Mouro no Quilombo. Isto a História Registra!                                                                  | Paulo Menezes                                                       | 260    | -                  |

### Premiações

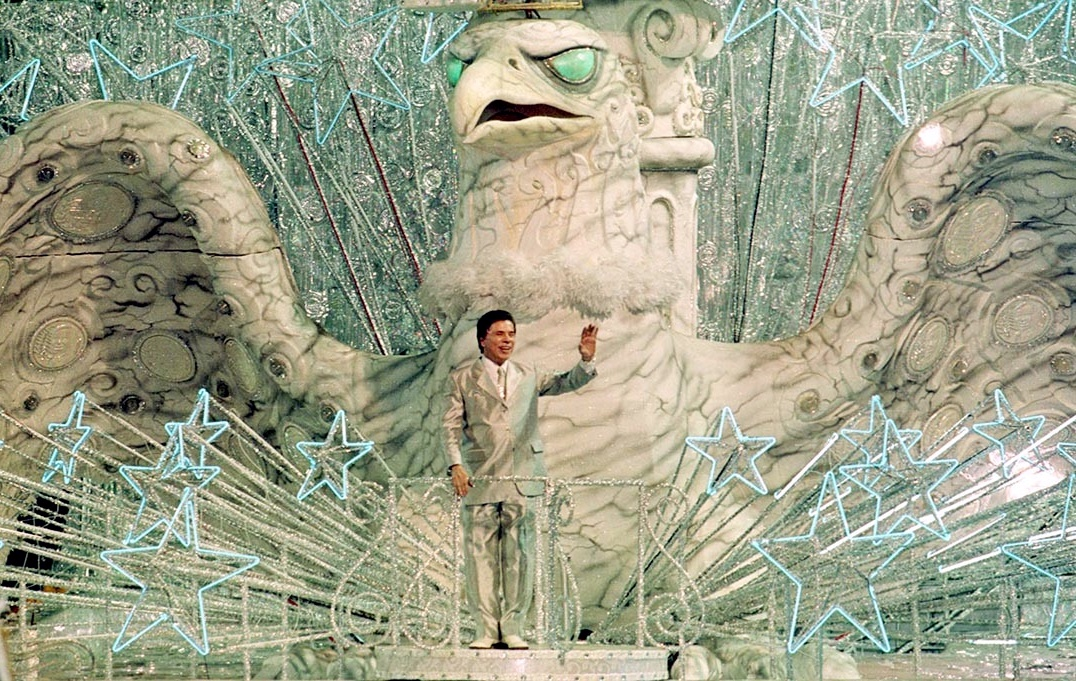
Silvio Santos no desfile da Tradição, em sua homenagem. Escola foi eleita a melhor do ano pelo Tamborim de Ouro.

| Prêmios 2001          | Estandarte de Ouro         | Tamborim de Ouro       |
| --------------------- | -------------------------- | ---------------------- |
| Melhor escola         | Beija-Flor                 | Tradição               |
| Samba-enredo          | Império Serrano            | Tradição               |
| Melhor enredo         | Beija-Flor                 | Mocidade Independente  |
| Melhor bateria        | Mocidade Independente      | Viradouro              |
| Melhor mestre-sala    | Ronaldinho (Salgueiro)     | Claudinho (Beija-Flor) |
| Melhor porta-bandeira | Marcella Alves (Salgueiro) | Selminha (Beija-Flor)  |
| Comissão de frente    | Portela                    | Beija-Flor             |
| Melhor ala de baianas | Mangueira                  | Beija-Flor             |

### Desfile das Campeãs
O Desfile das Campeãs foi realizado no Sambódromo da Marquês de Sapucaí, a partir das 19 horas de sábado, dia 3 de março de 2001. O desfile foi aberto pelas crianças das escolas de samba mirins. Em seguida, se apresentou a escola de samba italiana Cento Carnevale D'Italia. Logo após, as cinco primeiras colocadas do Grupo Especial desfilaram seguindo a ordem inversa de classificação. Assim como nos dois anos anteriores, a campeã, Imperatriz, recebeu vaias do público. Latas de cerveja foram arremessadas contra a campeã e o Batalhão de Choque da Polícia Militar precisou fazer um cordão de isolamento para proteger os componentes da escola.
| Ordem dos desfiles |
| 1. Escolas de samba mirins 2. Cento Carnevale D'Italia 3. Unidos do Viradouro 4. Acadêmicos do Salgueiro 5. Estação Primeira de Mangueira 6. Beija-Flor 7. Imperatriz Leopoldinense |

## Grupo A
O desfile do Grupo A (segunda divisão) foi organizado pela Associação das Escolas de Samba da Cidade do Rio de Janeiro e realizado no Sambódromo da Marquês de Sapucaí, a partir das 19 horas do sábado, dia 24 de fevereiro de 2001.
| Ordem dos desfiles |
| 1. Unidos da Ponte 2. Leão de Nova Iguaçu 3. Em Cima da Hora 4. Unidos de Vila Isabel 5. Acadêmicos de Santa Cruz 6. Estácio de Sá 7. Inocentes de Belford Roxo 8. São Clemente 9. Unidos do Porto da Pedra 10. Império da Tijuca 11. Unidos da Villa Rica 12. Boi da Ilha do Governador |

Quesitos e julgadores

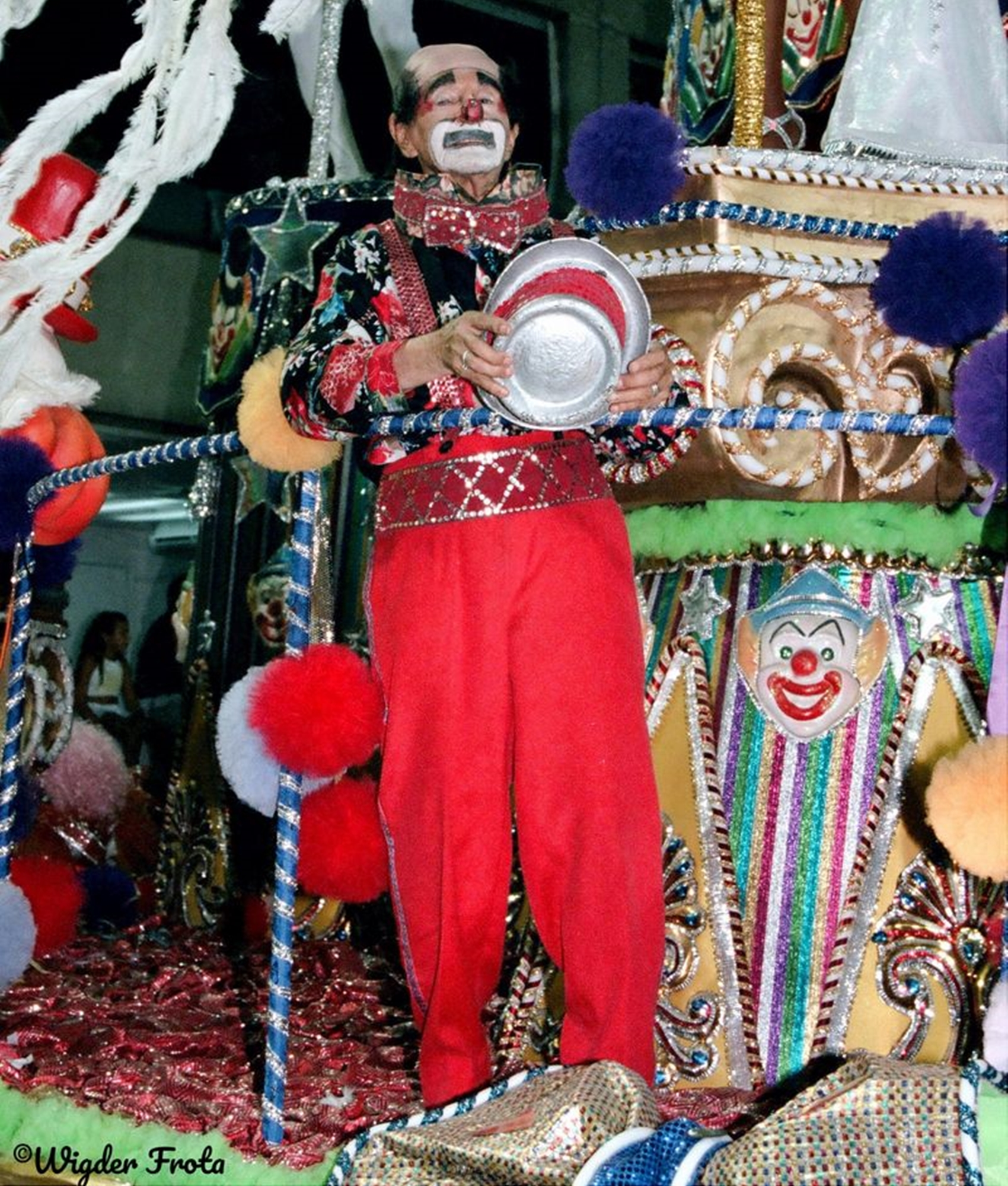
Palhaço Carequinha no desfile da Unidos do Porto da Pedra em 2001. Escola foi a campeã do Grupo A.

Foi mantida a quantidade de quesitos e julgadores do ano anterior.
| Quesitos | Quesitos                     | Julgador 1               | Julgador 2                 |
| -------- | ---------------------------- | ------------------------ | -------------------------- |
|          | Mestre-Sala e Porta-Bandeira | Tatiana Brasil Lima      | Lucimar Freitas de Miranda |
|          | Comissão de Frente           | José Oliveira dos Santos | Márcia Pereira Ramos       |
|          | Fantasias                    | Alexandre Magalhães      | Teresa Cristina Silva      |
|          | Alegorias e Adereços         | Sérgio Magno dos Reis    | Dreiva Batista             |
|          | Conjunto                     | Hendell Hendesdoch       | Gilda Pereira da Silva     |
|          | Enredo                       | Vera Lúcia Fernandes     | Gercina da Rocha           |
|          | Evolução                     | Ana Paula Nascimento     | Márcia Túlis               |
|          | Harmonia                     | Roimar Nogueira          | Sérgio Dias                |
|          | Samba-Enredo                 | Carlos Alencar           | Carlos Avogade             |
|          | Bateria                      | Cleudes de Oliveira      | Roberto dos Santos         |

### Classificação
Unidos do Porto da Pedra foi a campeã, garantindo seu retorno ao Grupo Especial, de onde foi rebaixada no ano anterior. Este foi o segundo título da escola na segunda divisão. A Porto da Pedra realizou um desfile sobre o Estatuto da Criança e do Adolescente. Vice-campeã, a São Clemente também foi promovida ao Grupo Especial, de onde estava afastada desde 1999. A escola realizou um desfile relembrando os carnavais com críticas sociais da própria agremiação. Últimas colocadas, Inocentes de Belford Roxo e Em Cima da Hora foram rebaixadas para a terceira divisão.
| Legenda: Promovida ao Grupo Especial Rebaixadas para o Grupo B |

| Col. | Escola                    | Enredo                                                                    | Carnavalesco(a)                | Pontos |
| ---- | ------------------------- | ------------------------------------------------------------------------- | ------------------------------ | ------ |
| 1    | Unidos do Porto da Pedra  | Um Sonho Possível: Crescer e Viver! Agora É Lei                           | Cahê Rodrigues                 | 197    |
| 2    | São Clemente              | A São Clemente Mostrou, e Nada Mudou Nesse Brasil Gigante                 | Sônia Regina                   | 193    |
| 3    | Acadêmicos de Santa Cruz  | Mário Lago, na Rolança do Tempo, Uma Vida de Histórias                    | Fernando Alvarez               | 192    |
| 4    | Unidos de Vila Isabel     | Estado Maravilhoso Cheio de Encantos Mil                                  | Ricardo Pavão e Jorge Caribé   | 191,5  |
| 5    | Unidos da Villa Rica      | Da Vila Olímpica à Villa Rica, Chiquinho da Mangueira, Um exemplo de vida | Paula Vannier                  | 189,5  |
| 6    | Boi da Ilha do Governador | Orun-Ayê                                                                  | Guilherme Alexandre            | 189    |
| 7    | Estácio de Sá             | E Aí Tem Patrocínio? Tenho, José                                          | Jorge Cunha e Paulo Trabachini | 188,5  |
| 8    | Leão de Nova Iguaçu       | Allah-la-ô, Um Carnaval das Arábias                                       | Alex de Souza                  | 188    |
| 9    | Império da Tijuca         | Macaé, a Princesinha do Atlântico                                         | Arialdo Vilaça                 | 187,5  |
| 10   | Unidos da Ponte           | Em Azul e Branco, Meu Coração Se Deixou Levar                             | Edgley Cunha                   | 158,5  |
| 11   | Inocentes de Belford Roxo | Região dos Lagos, a Inocentes É Folia na Terra do Sal e do Sol            | Cristiane Costa                | 152    |
| 12   | Em Cima da Hora           | Goiá Tacá Amopí - O Campo das Delícias                                    | Luiz Marques                   | 148    |

## Grupo B
O desfile do Grupo B (terceira divisão) foi organizado pela AESCRJ e realizado a partir da noite da terça-feira, dia 27 de fevereiro de 2001, no Sambódromo da Marquês de Sapucaí.
| Ordem dos desfiles |
| 1. Vizinha Faladeira 2. Renascer de Jacarepaguá 3. Unidos da Vila Kennedy 4. Lins Imperial 5. Unidos do Jacarezinho 6. União de Jacarepaguá 7. Unidos do Cabuçu 8. Arranco 9. Acadêmicos da Rocinha 10. Foliões de Botafogo 11. Acadêmicos do Cubango 12. Difícil É o Nome |

### Classificação
Acadêmicos da Rocinha foi a campeã, garantindo seu retorno ao Grupo A, de onde foi rebaixada no ano anterior. A escola realizou um desfile sobre as mulheres. Vice-campeã, a União de Jacarepaguá também foi promovida à segunda divisão, de onde estava afastada desde 1986. A União realizou um desfile sobre a dança.
| Legenda: Promovidas ao Grupo A Rebaixadas para o Grupo C |

| Col. | Escola                  | Enredo                                                             | Carnavalesco(a)                      | Pontos |
| ---- | ----------------------- | ------------------------------------------------------------------ | ------------------------------------ | ------ |
| 1    | Acadêmicos da Rocinha   | E Deus Criou a Mulher                                              | Luciano Costa                        | 199,5  |
| 2    | União de Jacarepaguá    | A Magia da Dança                                                   | Jorge Mendes                         | 199    |
| 3    | Unidos do Jacarezinho   | Maracanã, 50 Anos de Emoções                                       | Cláudio de Jesus e Ewerton Domingues | 187    |
| 4    | Arranco                 | Oh, que Saudades que Eu Tenho!                                     | Paulo Barros                         | 186    |
| 5    | Lins Imperial           | O Canto da Guerreira - Homenagem a Clara Nunes                     | Jorge Caribé                         | 185,5  |
| 6    | Acadêmicos do Cubango   | A Cubango Mostra Tua Raça, Niterói É Teu Berço, a Cidade Te Abraça | Roberto Reis                         | 179,5  |
| 7    | Renascer de Jacarepaguá | Ousadia de Um Homem a Frente do Seu Tempo - Nelson Carneiro        | Sandro Gomes                         | 174,5  |
| 8    | Unidos do Cabuçu        | Cabuçu Canta e Encanta com o Canto das Sereias                     | Marcos Caleiros                      | 172    |
| 9    | Foliões de Botafogo     | Quando 3001 Chegar                                                 | José Roberto Henzze                  | 167,5  |
| 10   | Vizinha Faladeira       | Uarará, o Fruto da Vida                                            | Comissão de Carnaval                 | 164    |
| 11   | Unidos da Vila Kennedy  | Paraíba, o Portal das Américas                                     | Edson Siqueira                       | 159    |
| 12   | Difícil É o Nome        | O Gigante Suburbano - Norte Shopping                               | Comissão de Carnaval                 | 155,5  |

## Grupo C
O desfile do Grupo C (quarta divisão) foi organizado pela AESCRJ e realizado a partir da noite do domingo, dia 25 de fevereiro de 2001, na Avenida Rio Branco.
| Ordem dos desfiles |
| 1. Acadêmicos do Sossego 2. Alegria da Zona Sul 3. Unidos de Lucas 4. Acadêmicos do Engenho da Rainha 5. Mocidade Independente de Inhaúma 6. União do Parque Curicica 7. Mocidade Unida do Santa Marta 8. Unidos de Padre Miguel 9. Arrastão de Cascadura 10. Canários das Laranjeiras 11. Imperial de Morro Agudo 12. Unidos do Anil |

### Classificação
Alegria da Zona Sul foi a campeã, garantindo sua promoção inédita ao Grupo B. A escola realizou um desfile sobre a miscigenação racial no Brasil. Vice-campeã, Acadêmicos do Sossego garantiu seu retorno ao Grupo B, de onde foi rebaixada no ano anterior.
| Legenda: Promovidas ao Grupo B Rebaixadas para o Grupo D |

| Col. | Escola                           | Enredo                                                                        | Carnavalesco(a)                            | Pontos |
| ---- | -------------------------------- | ----------------------------------------------------------------------------- | ------------------------------------------ | ------ |
| 1    | Alegria da Zona Sul              | Um País de Todas as Raças                                                     | Oswaldo Luiz Corrêa de Araújo              | 204,5  |
| 2    | Acadêmicos do Sossego            | Nação Guaykuru, um Império no Rio Paraguai                                    | Sérgio Murilo                              | 204    |
| 3    | Unidos de Lucas                  | Agnaldo Timóteo, o Filho de Dona Catarina                                     | Marcello Portella                          | 201    |
| 4    | Canários das Laranjeiras         | O Rei da Alegria                                                              | Armando Martins                            | 200,5  |
| 5    | Unidos do Anil                   | Anil da Cor do Mar, Um Ato de Amor                                            | Lúcio Neto, Joana Santana e Carlos Alberto | 199,5  |
| 6    | União do Parque Curicica         | Rio 2001, Uma Virada Carioca                                                  | Sérgio Ferreira                            | 197    |
| 7    | Acadêmicos do Engenho da Rainha  | Engenho da Rainha, 51 Anos: Uma Boa Idéia                                     | Jorge Caribé                               | 193    |
| 8    | Imperial de Morro Agudo          | A Saga de Ologum-Etê, o Príncipe Encantado das Águas e das Matas              | Luiz Cavalcante                            | 188,5  |
| 9    | Mocidade Unida do Santa Marta    | Brasil, Lugar de Toda Pobreza, Educação É a Solução                           | Wany Júnior e Eduardo Gonçalves            | 188    |
| 10   | Mocidade Independente de Inhaúma | Radialismo Esportivo: de Luiz Mendes à José Carlos Araújo, 60 Anos de Glórias | Elcio Pugliese                             | 186,5  |
| 11   | Arrastão de Cascadura            | Brasil, Mostra a Sua Cara                                                     | Jefferson Machado                          | 179,5  |
| 12   | Unidos de Padre Miguel           | Trinca de Ouro - Mocidade e Seus Tesouros                                     | By Lucas                                   | 166    |

## Grupo D
O desfile do Grupo D (quinta divisão) foi organizado pela AESCRJ e realizado a partir da noite da segunda-feira, dia 26 de fevereiro de 2001, na Rua Cardoso de Morais, em Bonsucesso.
| Ordem dos desfiles |
| 1. Acadêmicos da Abolição 2. Acadêmicos da Barra da Tijuca 3. Unidos do Cabral 4. Sereno de Campo Grande 5. Unidos da Vila Santa Tereza 6. Boêmios de Inhaúma 7. Arrastão de São João 8. Infantes da Piedade 9. Acadêmicos de Vigário Geral 10. Mocidade Unida de Jacarepaguá 11. Mocidade de Vicente de Carvalho 12. Unidos de Manguinhos |

### Classificação
Acadêmicos da Barra da Tijuca foi a campeã, garantindo sua promoção inédita ao Grupo C. A escola realizou um desfile sobre seu bairro de origem, a Barra da Tijuca. Vice-campeã, a Boêmios de Inhaúma garantiu seu retorno ao Grupo C, de onde foi rebaixada no ano anterior.
| Legenda: Promovidas ao Grupo C Rebaixadas para o Grupo E |

| Col. | Escola                          | Enredo                                                              | Carnavalesco(a)                  | Pontos |
| ---- | ------------------------------- | ------------------------------------------------------------------- | -------------------------------- | ------ |
| 1    | Acadêmicos da Barra da Tijuca   | A Barra da Tijuca Faz Sua Viagem Encantada com Seu Golfinho Coroado | Paulo Roberto                    | 201    |
| 2    | Boêmios de Inhaúma              | Das Trevas à Luz - Oh! Mãe África Okê Arô                           | Luiz Carlos do Valle             | 199,5  |
| 3    | Acadêmicos da Abolição          | Miscigenação, a Cara do Povo                                        | Lane Santana                     | 199,5  |
| 4    | Unidos da Vila Santa Tereza     | Palmares, a Festa da Liberdade                                      | João Carlos                      | 199    |
| 5    | Unidos do Cabral                | Zeca Pagodinho e Seu Jeito Moleque                                  | Daniela Ferraz e Reginaldo Rocha | 197,5  |
| 6    | Infantes da Piedade             | Guaraná - A Bateria Natural de Energia no Carnaval                  | Shinay Martins e Gilson Tavares  | 196,5  |
| 7    | Mocidade Unida de Jacarepaguá   | A Paz É Possível                                                    | Carlinhos da Abolição            | 196    |
| 8    | Mocidade de Vicente de Carvalho | No Carnaval, o Rio de Janeiro Dá o Tom da Folia                     | Altamiro Duarte Moreira (Bia)    | 194    |
| 9    | Unidos de Manguinhos            | Na Virada do Milênio, Manguinhos É a Festa do Folclore Brasileiro   | Leonardo Soares                  | 190    |
| 10   | Acadêmicos de Vigário Geral     | África, Glória e Êxtase                                             | Paulo Flores                     | 190    |
| 11   | Arrastão de São João            | Palmares, Um Canto de Liberdade                                     | Magna Regina                     | 185,5  |
| 12   | Sereno de Campo Grande          | O Mundo Mágico do Circo                                             | Nélson Pereira                   | 178,5  |

## Grupo E
O desfile do Grupo E (sexta divisão) foi organizado pela AESCRJ e realizado a partir da noite da terça-feira, dia 27 de fevereiro de 2001, na Rua Cardoso de Morais.
| Ordem dos desfiles |
| 1. Unidos do Uraiti 2. Delírio da Zona Oeste 3. União de Vaz Lobo 4. Gato de Bonsucesso 5. Arame de Ricardo 6. União de Guaratiba 7. Acadêmicos do Dendê 8. Unidos do Valéria (Não desfilou) |

### Classificação
Acadêmicos do Dendê foi a campeã, garantindo seu retorno ao Grupo D, de onde foi rebaixada no ano anterior. A escola homenageou Kid Morengueira, pseudônimo do cantor e compositor carioca Moreira da Silva, falecido no ano anterior. Vice-campeão, o Gato de Bonsucesso garantiu sua promoção inédita ao Grupo D.
| Legenda: Promovidas ao Grupo D |

| Col. | Escola                | Enredo                                                                           | Carnavalesco(a)                  | Pontos |
| ---- | --------------------- | -------------------------------------------------------------------------------- | -------------------------------- | ------ |
| 1    | Acadêmicos do Dendê   | Kid Morengueira, o Malandro no Dendê                                             | Antonio Carlos da Costa          | 205    |
| 2    | Gato de Bonsucesso    | Ilha Grande, a Pérola da Costa Verde                                             | Jorge Fontes                     | 198    |
| 3    | Arame de Ricardo      | Fernando Moreno, Sem Medo de Ser Feliz!                                          | Alan Marques                     | 186,5  |
| 4    | União de Guaratiba    | Atlântica, a Lenda do Paraíso Perdido                                            | Hércules de Lima                 | 177,5  |
| 5    | União de Vaz Lobo     | Meu Querido Vaz Lobo... É Bairro, É Raça, É Samba, É União                       | Luiz Fernando Reis e Fábio Pavão | 176,5  |
| 6    | Delírio da Zona Oeste | Viajando para o Espaço Sideral, Encantado com o Universo, Vou Brincar o Carnaval | Jorge Ricardo Veríssimo          | 176    |
| 7    | Unidos do Uraiti      | O Tempo da Criação... E Se Fez o Mundo                                           | Flávio Rodrigues                 | 150,5  |

## Blocos de enredo
Os desfiles foram organizados pela Federação dos Blocos Carnavalescos do Estado do Rio de Janeiro (FBCERJ).

### Grupo 1
Independente da Praça da Bandeira foi o campeão.
| Col. | Bloco                             |
| ---- | --------------------------------- |
| 1    | Independente da Praça da Bandeira |
| 2    | Raízes da Tijuca                  |
| 3    | Bloco do China                    |
| 4    | Mocidade Unida da Mineira         |
| 5    | União da Ponte                    |
| 6    | Império do Gramacho               |
| 7    | Coroado de Jacarepaguá            |
| 8    | Unidos da Fronteira               |
| 9    | Bloco do Barriga                  |
| 10   | Magnatas de Engenheiro Pedreira   |

### Grupo 2
Amizade da Água Branca foi o campeão, sendo promovido ao Grupo 1, junto com Novo Horizonte.
| Legenda: Promovidos ao Grupo 1 |

| Col. | Bloco                        |
| ---- | ---------------------------- |
| 1    | Amizade da Água Branca       |
| 2    | Novo Horizonte               |
| 3    | Luar de Prata                |
| 4    | Cometas do Bispo             |
| 5    | Azul e Branco                |
| 6    | Tupiniquim da Penha Circular |
| 7    | Roda Quem Pode               |
| 8    | Império da Leopoldina        |
| 9    | Tradição de Japeri           |

### Grupo 3
Baronesa de Mesquita foi o campeão, sendo promovido ao Grupo 2 junto com Flor da Primavera e Tupiniquim da Penha Circular.
| Legenda: Promovidos ao Grupo 2 |

| Col. | Bloco                         |
| ---- | ----------------------------- |
| 1    | Baronesa de Mesquita          |
| 2    | Flor da Primavera             |
| 3    | Tupiniquim da Penha Circular  |
| 4    | Acadêmicos de Nova Campina    |
| 5    | Embalo da Portuguesa          |
| 6    | Chora na Rampa                |
| 7    | Corações Unidos do Amarelinho |
| 8    | Rosa de Ouro                  |
| 9    | Unidos de Parada Angélica     |